# Alessandro Benedetti
Alessandro Benedetti (Legnago, 1450 circa – Venezia, 31 ottobre 1512) è stato un anatomista, medico e umanista italiano di epoca rinascimentale.

## Biografia

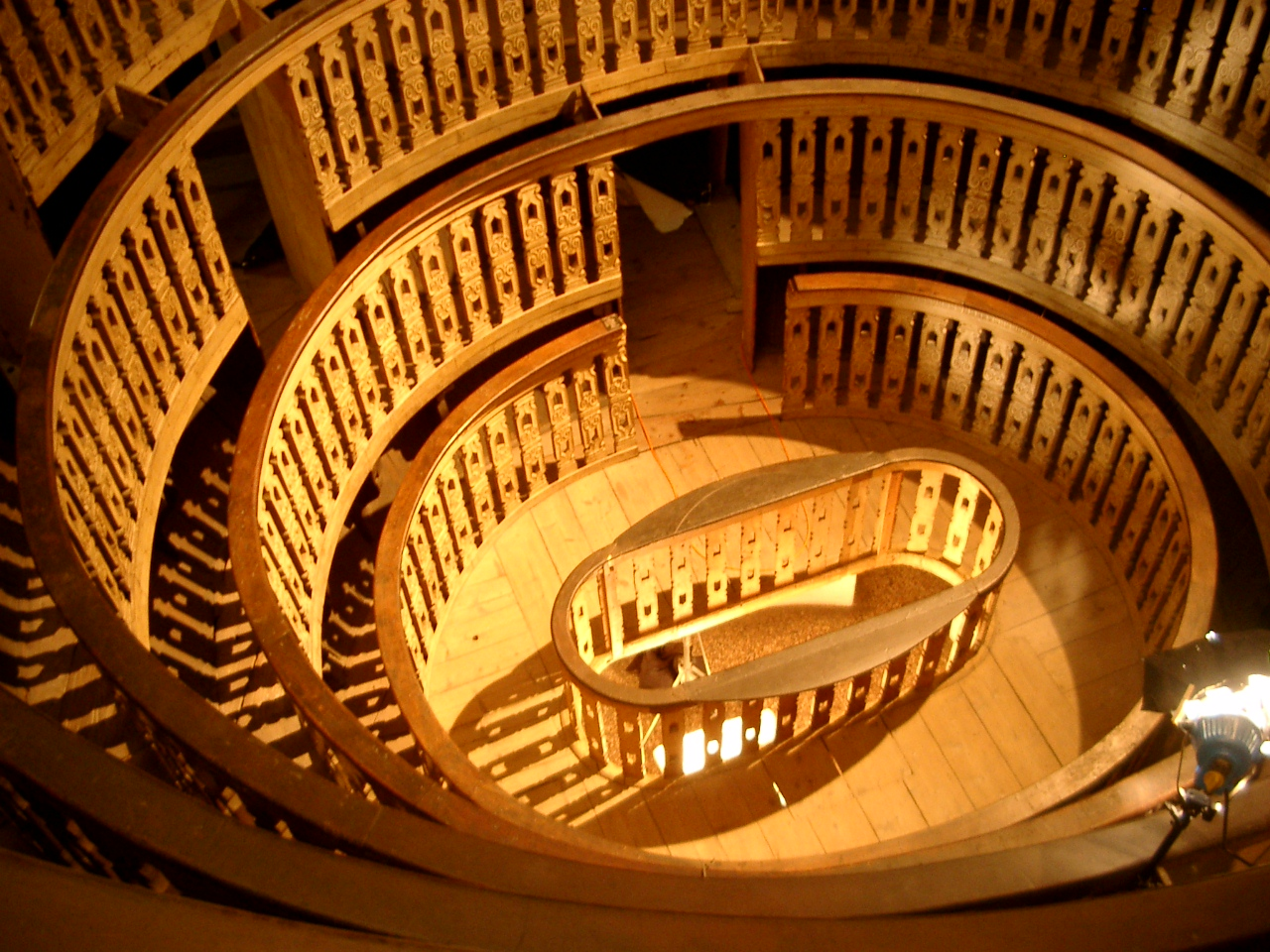
Università di Padova: il teatro anatomico

La data di nascita è incerta (1450/1455); studiò medicina all'Università degli Studi di Padova, dove fu allievo di Giorgio Merula e si laureò nel 1475. Dopo aver vissuto in Grecia per 16 anni, nel 1490 fu nominato professore di medicina e di anatomia nell'Università di Padova, dove fece costruire il primo teatro anatomico di legno, smontabile.
Nel 1495 fu medico capo dell'esercito confederato nella campagna contro Carlo VIII di Francia e partecipò alla battaglia di Fornovo del 6 luglio di quell'anno. Raccolse queste esperienze sanitarie nei Diaria de bello Carolino.
Dotato di grande cultura, a Padova, dando un decisivo impulso alla pratica settoria, diede avvio alle nuove ricerche di anatomia, che si svilupparono poi per tutto il Cinquecento. Benedetti è per questo considerato il più importante fra gli anatomici prevesaliani ed è considerato il fondatore della cosiddetta Scuola anatomica di Padova. Per incrementare il numero di cadaveri disponibili per la didattica, propose di estendere la pratica autoptica, che veniva effettuata allora solo sui giustiziati, anche ai corpi degli individui morti per malattia.

Mondino dei Liuzzi, Anathomia, 1541

Godette di grande fama, tanto che le sue lezioni richiamavano anche illustri personalità della politica e della cultura, tra cui l'imperatore Massimiliano I e l'umanista Ermolao Barbaro. Nel 1493 pubblicò una grande opera di anatomia, l'Anatomicae, sive de historia corporis humani, il primo trattato di anatomia descrittiva pubblicato in occidente, dopo il più scarno Anothomia di Mondino dei Liuzzi.

## Opere principali
- De pestilenti febre liber, 1490.

Anatomicae, sive de historia corporis humani

- De observatione in pestilentia, 1493.
- Anatomicae, sive de historia corporis humani libri quinque, 1493 (ristampata più volte). Edizione digitalizzata del 1502
- Collectiones medicinae, 1493.
- Diaria de bello Carolino, 1496.